# Milada Sokolová
Milada Sokolová (* 6. září 1974 Moravská Třebová) je česká politička, od roku 2020 zastupitelka Olomouckého kraje, od roku 2018 náměstkyně primátora města Prostějov (od roku 2022 1. náměstkyně primátora), členka ODS. Je také předsedkyní Okrašlovacího spolku města Prostějova.

## Osobní život a vzdělání
Vyrůstala sice ve vesnici Linhartice, nicméně žije v Prostějově.
Vystudovala Vysokou školu finanční a správní, kde absolvovala obory podnikové finance a veřejná správa. Má zkušenost s podnikáním, ale také s manažerskou pozicí ve Vojenském opravárenském podniku Šternberk.
V roce 2017 byla vyhlášena Ženou regionu Olomouckého kraje.
Je vdaná a má dva syny a jednu dceru. Je členkou Občanské demokratické strany a Sokola.

## Politické působení

### Komunální politika
Sokolová byla poprvé zvolena do zastupitelstva města Prostějova v komunálních volbách v roce 2010. Mandát zastupitelky obhájila znovu v letech 2014, 2018 a 2022. V letech 2010 až 2014 vykonávala funkci radní města Prostějova, v rámci velké koalice ČSSD a ODS. V následujícím volebním období byla v opozici. Mezi roky 2018 a 2022 vykonávala funkci náměstkyně primátora pro oblast kultury a životního prostředí, v koalici ANO 2011, ODS, Pévéčko a ČSSD. Od komunálních voleb v roce 2022 je 1. náměstkyní primátora pro oblast kultury, cestovního ruchu a nakládání s majetkem, v koalici ANO, ODS a Pévéčko.

### Krajská zastupitelka
V roce 2020 byla zvolena členkou Zastupitelstva Olomouckého kraje. Na následujícím ustavujícím jednání ji Zastupitelstvo Olomouckého kraje zvolilo uvolněnou zastupitelkou pro cestovní ruch a vnější vztahy. V krajských volbách v roce 2024 obhájila za ODS mandát krajské zastupitelky.

### Kandidatura do Senátu
Ve volbách do Senátu PČR v roce 2024 kandidovala za ODS v rámci koalice „ODS a OPAT“ v obvodu č. 62 – Prostějov. Se ziskem 12,90 % hlasů skončila na 4. místě, a nepostoupila tak do druhého kola.

## Okrašlovací spolek
Zastává také funkci předsedkyně Okrašlovacího spolku města Prostějova. Spolek navazuje na organizaci založenou roku 1873, kterou Sokolová v roce 2007 obnovila.